# Conchopetalum brachysepalum
Conchopetalum brachysepalum är en kinesträdsväxtart som beskrevs av René Paul Raymond Capuron. Conchopetalum brachysepalum ingår i släktet Conchopetalum och familjen kinesträdsväxter. Inga underarter finns listade i Catalogue of Life.